# Giuseppe Russo (carabiniere)
Giuseppe Russo (Cosenza, 6 gennaio 1928 – Ficuzza, 20 agosto 1977) è stato un carabiniere italiano, ufficiale dell'Arma e vittima di Cosa nostra insignito di medaglia d'oro al valor civile alla memoria.

## Biografia

### Origini e formazione
Nato a Cosenza il 6 gennaio 1928, si arruolò il 10 dicembre 1953, a 25 anni. Tenente colonnello dei Carabinieri, nel corso della carriera ricoprì numerosi incarichi di un certo rilievo, tra cui il comando della Tenenza di Torino Po, delle Compagnie di Alcamo (TP), di Castelvetrano (TP) e di Palermo Urbana 2ª (ora Palermo San Lorenzo). 

### La collaborazione con Dalla Chiesa
Fu uomo di fiducia dell'allora colonnello Carlo Alberto dalla Chiesa e, per le sue capacità investigative, fu incaricato di reggere il comando del Nucleo Investigativo di Palermo, guidato dal 25 marzo 1969 all’8 febbraio 1977. In tale veste, indagò sull'assassinio del procuratore Pietro Scaglione e sulla scomparsa del giornalista Mauro De Mauro, e guidò in prima persona le indagini che condussero al famoso "Rapporto dei 114" del giugno 1971 (Giuseppe Albanese + 113), redatto congiuntamente da Polizia di Stato e Carabinieri, il quale denunciava centinaia di mafiosi per associazione per delinquere, tra cui numerosi boss del calibro di Stefano Bontate, Gaetano Badalamenti, Giuseppe Calderone, Gerlando Alberti e Gaetano Fidanzati.

### Le indagini sui sequestri di persona
Nei primi anni settanta, il colonnello Russo, insieme al maresciallo Giuliano Guazzelli e al giovane ufficiale Antonio Subranni, indagò anche su una serie di clamorosi sequestri di persona avvenuti nel palermitano e nel trapanese, che riuscì a imputare al boss corleonese Luciano Liggio e al parroco di Carini don Agostino Coppola, risalendo all'appartamento che avrebbe ospitato il vice di Liggio, Salvatore Riina insieme alla moglie Ninetta Bagarella dopo il matrimonio, dove arrestò un fratello di lei, Leoluca, trovato armato fino ai denti. L'indagine si allargò anche a numerose società intestate tutte al commercialista massone Giuseppe Mandalari, uomo di fiducia di Riina, create proprio in concomitanza con il pagamento dei riscatti dei sequestri di persona: questa scoperta venne riportata dal colonnello Russo di fronte alla Commissione Parlamentare Antimafia il 18 dicembre 1974. Nel rapporto del 21 maggio 1974, Russo infatti scrisse: "Le prime indagini a Milano danno la conferma dell'esistenza di agguerriti gruppi di mafia cui è da attribuire la ripresa dei sequestri di persona nella Sicilia occidentale e il trasferimento di tale attività in continente".
Si pose in aspettativa all'inizio del 1977 per protesta contro la sua mancata nomina a comandante del Gruppo Carabinieri di Palermo.

### L'agguato e l'omicidio
La sera del 20 agosto 1977 un gruppo di fuoco mafioso composto da Leoluca Bagarella, Giovanni Brusca, Vincenzo Puccio e Giuseppe Greco detto "Scarpuzzedda", arrivò a bordo di una Fiat 128 nella piazza principale di Ficuzza (frazione di Corleone), dove il colonnello Russo stava passeggiando in compagnia dell'insegnante Filippo Costa (che lo stava aiutando nella stesura di un libro di memorie). I quattro sicari, armati di pistole calibro 38, spararono contro i due, uccidendoli.

## Indagini e processi sull'assassinio
Le indagini sull'omicidio vennero dirette dal giudice istruttore Pietro Sirena e si orientarono sulla pista delle indagini condotte da Russo sugli appalti per la costruzione della diga Garcia tra Corleone e Roccamena, di cui ampiamente parlò nei suoi articoli il giornalista Mario Francese (anch'egli trucidato dai Corleonesi nel 1979): in un primo momento nel dicembre 1977 vennero arrestati per favoreggiamento personale degli assassini di Russo alcuni ingegneri e dirigenti dell'impresa Lodigiani (che aveva in appalto i lavori di costruzione della diga) e alcuni subappaltatori (tra cui gli imprenditori edili Rosario Cascio e Giuseppe Modesto, legati ai Corleonesi) ma vennero tutti prosciolti.
Però, nell'immediatezza del delitto, venne arrestato il pastore di Camporeale Casimiro Russo poiché trovato in possesso di una calibro 38 non dichiarata (la stessa utilizzata dagli assassini): Russo confessò di aver compiuto l'omicidio insieme ai suoi amici Rosario Mulè e Vincenzo Bonello (che vennero arrestati) ma dopo pochi giorni ritrattò affermando di aver subito un pestaggio da parte dei Carabinieri per indurlo a confessare. Tuttavia non venne creduto poiché giudicato infermo di mente da una perizia psichiatrica e quindi condannato a ventisette anni di carcere mentre Mulè e Bonello ebbero l'ergastolo.
Il 14 novembre 1994 nel carcere di Memphis il maresciallo Antonino Lombardo - comandante dei Carabinieri di Terrasini dal 1980, e passato al Ros di Palermo nel 1994 dopo aver dato un importante contributo all'arresto di Totò Riina - insieme al maggiore Mario Obinu incontrò Gaetano Badalamenti il quale raccontò che Russo fu ucciso per aver rilasciato un’intervista in cui aveva riferito di essere stato graziato per una espressa opposizione di Badalamenti; tale esplicitazione avrebbe causato poi la “posatura” di Badalamenti stesso sospettato di essersi confidato con il carabiniere.
Sempre nel 1994, in seguito alle dichiarazioni dei collaboratori di giustizia Tommaso Buscetta, Antonino Calderone e Francesco Marino Mannoia (cui si aggiunsero quelle di Giovanni Brusca), si aprì un nuovo processo nei confronti di Leoluca Bagarella (in qualità di esecutore materiale) insieme a Salvatore Riina, Michele Greco e Bernardo Provenzano (accusati di essere i mandanti). Per questi motivi, nello stesso anno vennero scarcerati Casimiro Russo, Rosario Mulè e Vincenzo Bonello dopo una lunga battaglia giudiziaria ingaggiata dall'avvocato Alfredo Galasso, difensore di Mulè (cui mancava la mano destra e quindi impossibilitato a sparare), che riuscì a fare ottenere nel 2002 un risarcimento per ingiusta detenzione di circa due miliardi di lire per il suo assistito e per Bonello.
Nel 1997 la Corte d'assise di Palermo condannò all'ergastolo Salvatore Riina, Leoluca Bagarella, Michele Greco e Bernardo Provenzano.

## Aspetti controversi
Giuseppe Russo è risultato parte attiva nei depistaggi istituzionali nel corso delle indagini relative al sequestro del giornalista Mauro De Mauro (16 settembre 1970), all'omicidio dell'editore milanese Giangiacomo Feltrinelli (14 marzo 1972) e al fallito sequestro del sen. Graziano Verzotto (1 febbraio 1975). A detta dei collaboratori di giustizia Tommaso Buscetta e Antonino Calderone, Russo era anche in collegamento col principe nero Junio Valerio Borghese all'epoca del cosiddetto "golpe dell'Immacolata" (8 dicembre 1970); Calderone sostenne anche che, durante le indagini sul sequestro del costruttore Luciano Cassina, Russo avrebbe sottoposto a torture uno dei mafiosi sospettati nel corso degli interrogatori in caserma. Secondo il gen. Angelo Tateo, già suo collaboratore, egli aveva tra i suoi confidenti il boss mafioso di Riesi Giuseppe Di Cristina, che si oppose decisamente al suo omicidio e anche per questo fu ucciso dai corleonesi pochi mesi dopo. Nel corso della sua testimonianza al maxiprocesso di Palermo, il boss Michele Greco affermò che il colonnello Russo fu spesso suo ospite presso il feudo "Favarella" a Ciaculli, di cui addirittura possedeva una copia delle chiavi del cancello d'ingresso. Il collaboratore di giustizia Angelo Siino affermò di essere stato amico e confidente del colonnello Russo.
La squadra di Carabinieri di Russo ha subito una serie di accuse in seguito all'assoluzione, in revisione, nel 2012 di Giuseppe Gulotta e altri condannati per la strage di Alcamo Marina in cui furono uccisi due carabinieri, in seguito a rivelazioni di un ex militare dell'Arma secondo le quali gli accusati sarebbero stati oggetto di violenze e torture per farli confessare.

## Riconoscimenti
In occasione della ricorrenza della morte, si sono tenute regolarmente celebrazioni in memoria del colonnello e dell'amico con cui fu ucciso. Nel 2019 il generale di brigata Giovanni Cataldo dell'Arma dei Carabinieri ne ha commemorato la scomparsa sottolineando "il sacrificio del tenente colonnello Russo e di tutte le vittime di mafia, continua ancora oggi, ad essere di sprone ed esempio per tutti i carabinieri che, quotidianamente, combattono la criminalità organizzata".
In occasione della commemorazione del quarantennale dell'uccisione il Notiziario Storico dell'Arma dei Carabinieri ha pubblicato un articolo dedicato all'ufficiale.